# ベアンテ・ボーマン
ベアンテ・ボーマン（Berndt Bohman、1951年 1月8日- ）は、スウェーデン生まれのチェリスト、宣教師、神学校教師、写真家。元東京交響楽団首席チェリスト。

## 経歴
1951年、スウェーデンのファールン市に生まれる。クリスチャンの家庭に生まれるが、イエス・キリストを信じたのは10歳の時であった。12歳で洗礼を受け、同じ年ににチェロを始めた。
16歳でストックホルムのストックホルム王立音楽大学に入学し、卒業後に奨学金を得て、ドイツのフォルクヴァング音楽大学に学ぶ。フォルクヴァング大学在学時に現在の妻と出会い、フィンランドのシベリウス・アカデミー大学院在学中にスウェーデンの教会で結婚式を挙げる。そのころフィンランドのキリスト教界にはリバイバルが起こり、多くの学生たちがクリスチャンになっていた。ボーマン自身もそのリバイバルを機にさらに信仰を深めた。1971年、最優秀賞を授与されストックホルム王立音楽大学を卒業する。
- 1971年 - 1972年、ヨーテボリ国立歌劇場の首席チェロ奏者
- 1972年 西ドイツ国立フォルクヴァンク芸術大学 マスタークラス入学
- 1979年 フィンランドのシベリウス・アカデミー マスタークラス卒業
- 1980年から東京交響楽団の首席チェロ奏者として入団。
- 1992年 カリフォルニア神学大学院から名誉神学博士を受ける。
- 2011年、31年首席チェロ奏者として勤めた東京交響楽団を定年退職する。
- 2011年より玉川大学芸術学部の非常勤講師。

また、ルイジアナ・バプテスト大学大学院日本校、東京中央神学院にて教鞭をとる。全日本山岳写真協会のメンバーでもある。ドイツ留学中に出会ったルリ子夫人がソロ活動におけるピアノ伴奏を務めている。ルリ子夫人はキリスト教関係の講演での通訳をつとめていたが、現在はボーマン本人の日本語も堪能である。
エルカナミニストリーを妻ボーマン・ルリ子と設立している。

## 来日ならびに日本での活動
1979年に宣教師として来日し、東京交響楽団のトゥッティ奏者の募集に応募するが、首席チェリストとして採用されることになった。東京都新宿区矯風会館で行われた試験において、オーケストラの団長より「私としてはあなたをトゥッティとしては入れたくない」と言われたことからボーマンはだめだと思ったが、「首席チェリストとしてなら入団してもらいたい」と団長は続けたという。
1980年にTEAMの講演で証ししたことをきっかけに、日本各地での演奏活動と講演を行っている。NHK「ちいさこべ」の録音ではソリストをつとめたボーマンが演奏をすると、聴いていたアシスタントエンジニアをはじめ、多くの関係者が、あまりにも美しく心に響く演奏だったため、思わず泣いてしまったと言う逸話がある。

## 著書とCD
- 『クラシカル チェロ プレイズ1・2・3・4』
- 『創造のシンフォニー』（写真集） ISBN 978-4-264-02601-3
- 『神の奏でるメロディー』いのちのことば社 ISBN 4-264-01514-6 絶版
- 「聖句入り絵はがき」